# حیاط شیران

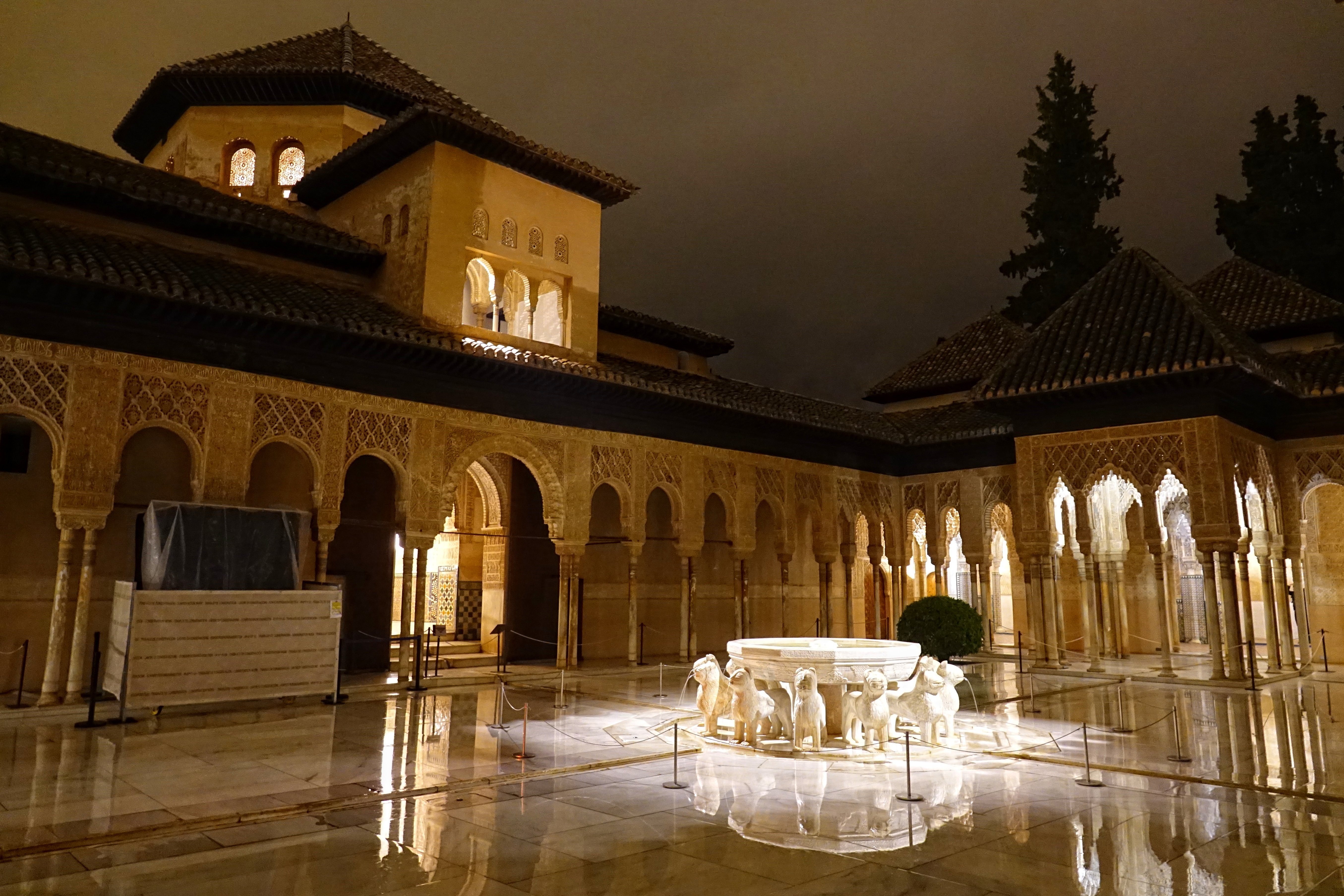
نمای کلی حیاط در شب، ۲۰۱۹

حیاط شیران (اسپانیایی: Patio de los Leones‎ عربی: بهو السباع) حیاط اصلی کاخ الحمرا در آندلس است.
این اثر جزو آثار یونسکو به ثبت رسیده است.
این مجموعه تاریخی، متشکل از کاخ‌ها، باغ‌ها و دژهایی در گرانادا، اسپانیا است. این کاخ به فرمان محمد پنجم، سلطان بنی‌نصر در امارت غرناطه در اندلس، ساخته شد. ساخت آن در دورهٔ دوم سلطنت وی و در بین سال‌های ۱۳۶۲ تا ۱۳۹۱ میلادی آغاز شد. این کاخ به‌همراه مجموعهٔ الحمرا، در فهرست میراث جهانی یونسکو ثبت شده است.
در سال ۲۰۱۱، تصویر این کاخ، بر سکهٔ یادبود ۲ یورویی ویژهٔ اسپانیا نقش بست.
کاخ شیرها، یکی از شناخته‌شده‌ترین بناها در معماری اسلامی به‌شمار می‌آید و اوج معماری بنی‌نصر در اندلس را به نمایش می‌گذارد. معماری این کاخ، تحول چشم‌گیری در طراحی کاخ‌های بنی‌نصر ایجاد کرد و روندهای جدیدی در تزئینات معماری را به همراه آورد.
ساختمان این کاخ، در حول یک حیاط مستطیلی شکل بنا شده که در مرکز آن فواره‌ای از مرمر قرار دارد؛ فواره‌ای که توسط دوازده شیر مجسمه‌مانند احاطه شده است که چهار طالار اصلی این حیاط را دربر گرفته‌اند و برخی از فضاهای طبقهٔ بالا نیز در اطراف آن قرار دارند. آب از فوارهٔ مرکزی و از طریق جوی‌ها، به فواره‌های کوچکتری در چهار طالار می‌رسد. این طالارها، دارای برخی از پیچیده‌ترین و هنرمندانه‌ترین طاق مقرنس‌ها در جهان اسلامی هستند.

## نام
نام «کاخ شیرها» یا «صحن شیرها»، یک نام‌گذاری مدرن است که بر پایهٔ تندیس‌های معروف شیرها در اطراف فوارهٔ مرکزی آن، به این کاخ داده شده است. به‌دلیل نبودن منابع مستند کافی از دوران [[بنی‌نصر]]، نام اصلی این کاخ در زمان ساخت آن، به‌طور قطعی مشخص نیست.
یک نظریه بر آن است که این کاخ، به نام ''قصر الرياض'' (  به معنای «کاخ باغ») یا به‌طور کامل‌تر، ''قصر الرياض السعيد'' («کاخ باغ شادمان») شناخته می‌شده است.
نظریهٔ دیگری می‌گوید که این کاخ، با نام ''دار عائشة'' («خانهٔ عایشه») شناخته می‌شده، که احتمالاً به یکی از همسران محبوب [[محمد پنجم]] نسبت داده می‌شده است، هرچند هیچ سند تاریخی در مورد نام همسران او وجود ندارد. این نام در زبان اسپانیایی، بعدها به شکل‌های تحریف‌شدهٔ «داراخا» درآمد و اکنون تحت نام حیاط مجاور، یعنی «لینداراخا» حفظ شده است.